# Heraclia buchholzi
Heraclia buchholzi là một loài bướm đêm trong họ Noctuidae.